# Улица Юликооли
Улица Юликооли (эст. Ülikooli tänav — Университетская улица) — улица Тарту. От улицы Рийа (как продолжение улицы Калеви) до улицы Мунга (за которой имеет продолжением улицу Яани), проходит через историческую часть города и у подножия Домской горки.
Улица может выступать одним из адресов гастромаршрутов

## История
Современное название (в переводе на русский язык — Вузовская) в честь Тартуского университета, главное здание которого расположено на этой улице (д. 18)
Улица также называется «Силиконовой аллеей» из-за высокой концентрации компаний, занимающихся информационными технологиями.

## Достопримечательности

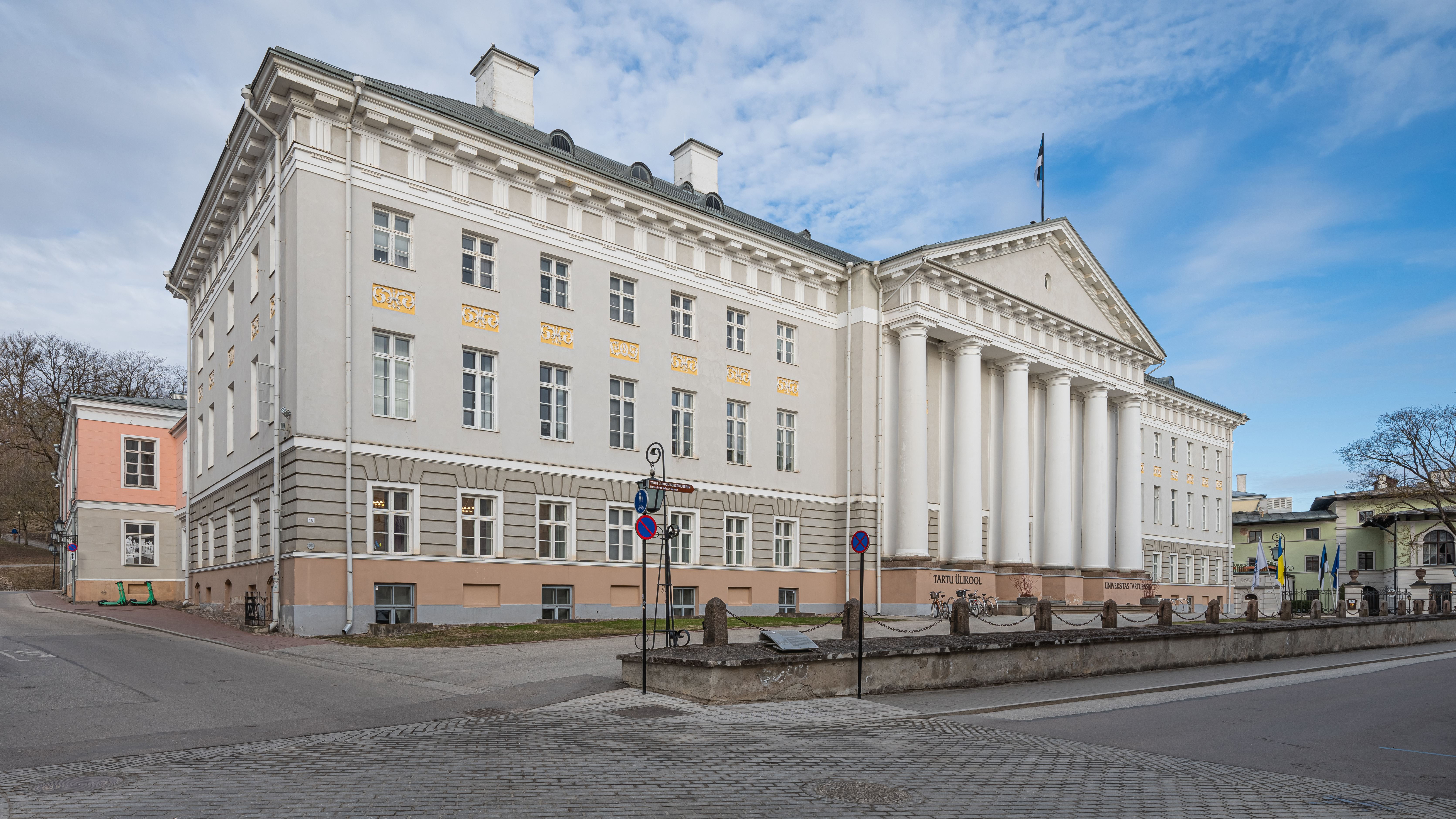
Главный корпус Тартуского университета

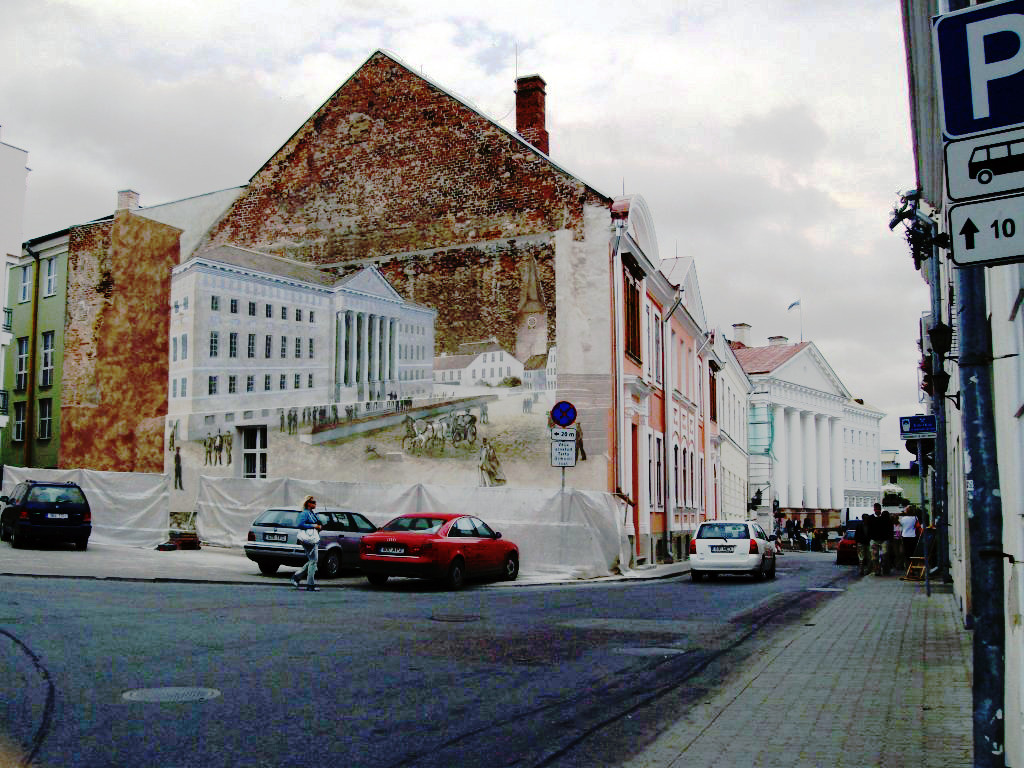
дом фон Бока

Улица проходит через район связанных с университетом объектов, в том числе университетское кафе (д. 20), университетский книжный магазин (д. 11) и старое здание химического факультета, которое ещё называют Домом Маркса (д. 16).
д. 16 — дом фон Бока (эст. Von Bocki maja, 1780)
д. 18 — Главный корпус Тартуского университета
Памятник Барклаю-де-Толли (1849, скульптор Василий Иванович Демут-Малиновский и архитектор Аполлон Феодосиевич Щедрин)